# Teamwriting Insight
Teamwriting Insight – российский ежегодный питчинг сценарных проектов. Организуется и проводится компанией Teamwriting.

## История
Первый питчинг Teamwriting Insight прошел в Москве 18 апреля 2015 года. В мероприятии приняло участие более 30 представителей российских продюсерских компаний, что делает Teamwriting Insight самым представительным на территории Российской Федерации. С тех пор питчинг проводится ежегодно.
Питчинг демонстрирует стабильно высокий результат по фактическим продажам — каждый год по итогам питчинга продюсерами приобретается до 20% представленных сценариев.

## Описание
Teamwriting Insight построен по уникальной для российского рынка модели. Участники питчинга не просто презентуют проекты перед продюсерами, а получают возможность в течение долгого времени дорабатывать их под руководством редакторов Teamwriting. Все проекты-финалисты имеют готовность сценария, прошедшего неоднократную редактуру.
Также Teamwriting Insight выделяется среди других российских питчингов следующими параметрами: рецензирование профессиональными редакторами каждой заявки, подаваемой на конкурс, помощь участникам шорт-листа в подготовке презентации и выделение времени для неформального прямого общения продюсеров с авторами-финалистами.